# 朱正举
朱正举（1955年—），河北抚宁人，汉族，中华人民共和国政治人物、第十一届全国人民代表大会河北地区代表。
毕业于中共河北省委党校经济管理。加入中共，担任河北省住房和城乡建设厅厅长。2008年起担任全国人大代表。